# Bíró Gyula (mezőgazdász)
Vitéz Bíró Gyula (Szentistvánfalva, 1894. augusztus 1. – Budapest, 1977. január 12.) mezőgazdász, jogász, egyetemi tanár, a mezőgazdasági tudomány kandidátusa (1965)

## Életpályája
1894. augusztus 1-jén született a Háromszék megyei Szentistvánfalván (Szentivánlaborfalva) (ma Románia). 1921-ben a debreceni Magyar Királyi Gazdasági Akadémián (mai Debreceni Egyetemen) mezőgazdász oklevelet kapott, 1922-ben a Szegedi Egyetemen államtudományi doktorátust szerzett. 1925 októberében Keszthelyről a Magyaróvári Magyar Királyi Gazdasági Akadémiára helyezték, ahol 1933-ban már rendes tanárrá nevezték ki. Az állattenyésztésben híressé vált elődje, Ujhelyi Imre nyomdokaiba szegődve a szarvasmarha-tenyésztés fejlesztését és a helyes takarmányozás elterjesztését tűzte ki célul. Külföldi szakemberek is fölfigyeltek módszerére: a tenyészanyag kiválasztására, az itatásos borjúnevelésre és a helyes takarmányozásra. Az időközben Mosonmagyaróvári Mezőgazdasági Főiskola, majd a második világháborút követő központosítás után létrehozott Magyar Agrártudományi Egyetem Mosonmagyaróvári Osztálya néven oktató intézet működését a kommunista hatalomátvétel után ideiglenesen 1954-ig beszüntették. Ezután 1949-ben a tangazdaság vezetője lett, majd különböző tudományos kutatói állásokat töltött be, 1953 után újra Mosonmagyaróvárott működött. 83 éves korában, 1977. január 12-én hunyt el Budapesten.

## Művei
- Átmeneti idő és a napi adagok szabályozása a borjak mesterséges nevelésénél (Győr, 1932)
- A magyaróvári gazdasági akadémia tehenészetében szerzett tejelési, tenyésztési és takarmányozási tapasztalatok (Budapest, 1937)
- Takarmányozási útmutató gyakorlati gazdák számára (Mosonmagyaróvár, 1940)
- Mesterséges borjúnevelés (Czakó Józseffel, Budapest, 1951)
- Szarvasmarhahízlalás (Kalapos Istvánnal, Budapest, 1951)
- Takarmányozástan (Budapest, 1952)
- Gyakorlati takarmányozás (Budapest, 1952)
- Állattenyésztésünk útja a világszínvonal felé (Budapest, 1966)

## Díjai
- Újhelyi Imre-emlékérem
- Tessedik Sámuel-emlékérem (agrár, 1976)